# Friedrich II. (Sachsen-Gotha-Altenburg)

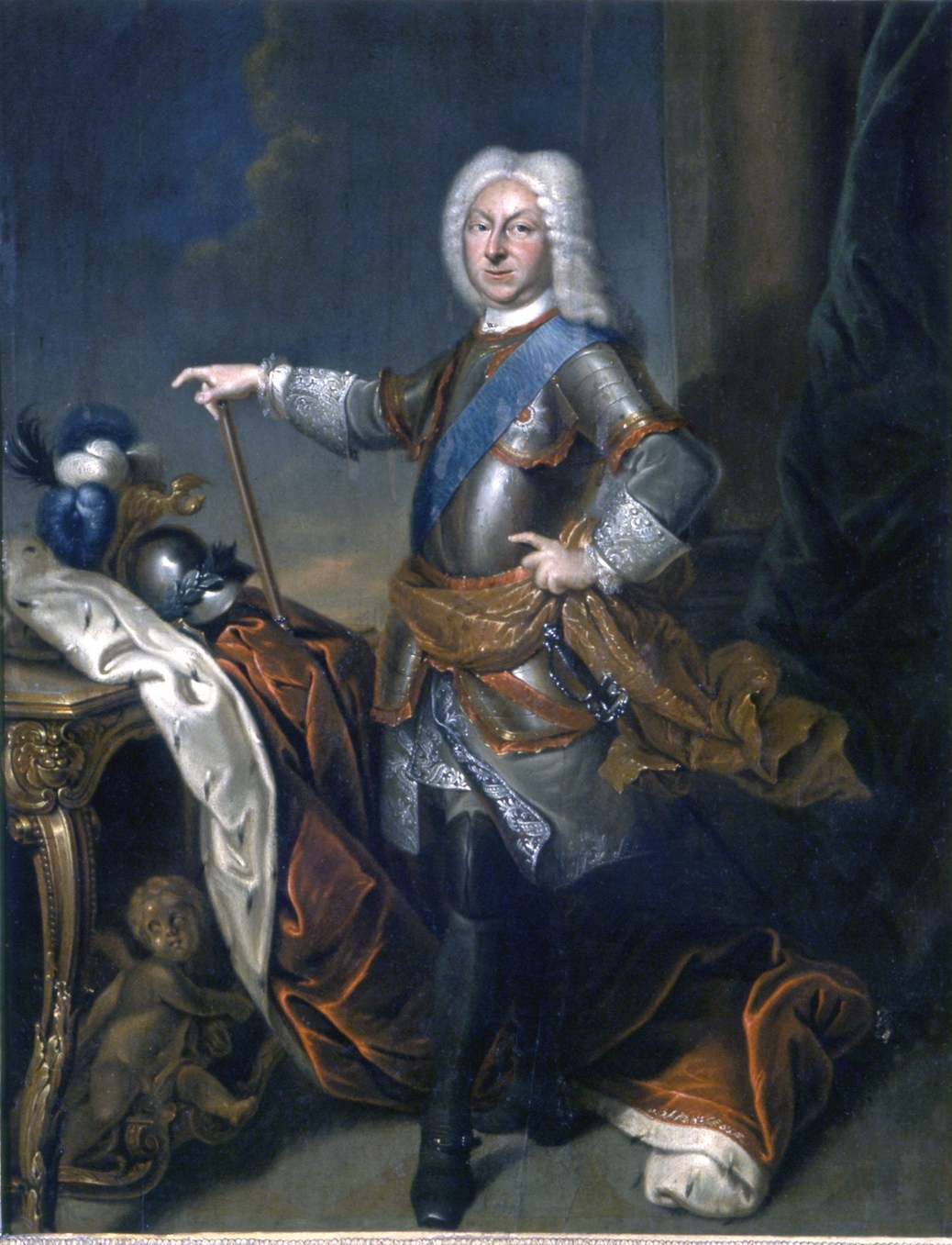
Herzog Friedrich II. von Sachsen-Gotha-Altenburg

Friedrich II. von Sachsen-Gotha-Altenburg (* 28. Julijul. / 7. August 1676greg. auf Schloss Friedenstein in Gotha; † 23. März 1732 in Altenburg) war als Herzog ein Landesherr in Thüringen. Er stammte aus der ernestinisch-wettinischen Nebenlinie Sachsen-Gotha-Altenburg.

## Leben

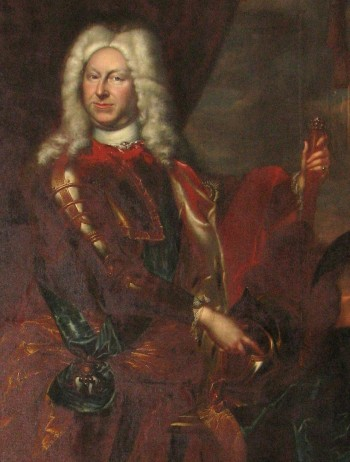
Herzog Friedrich II. von Sachsen-Gotha-Altenburg

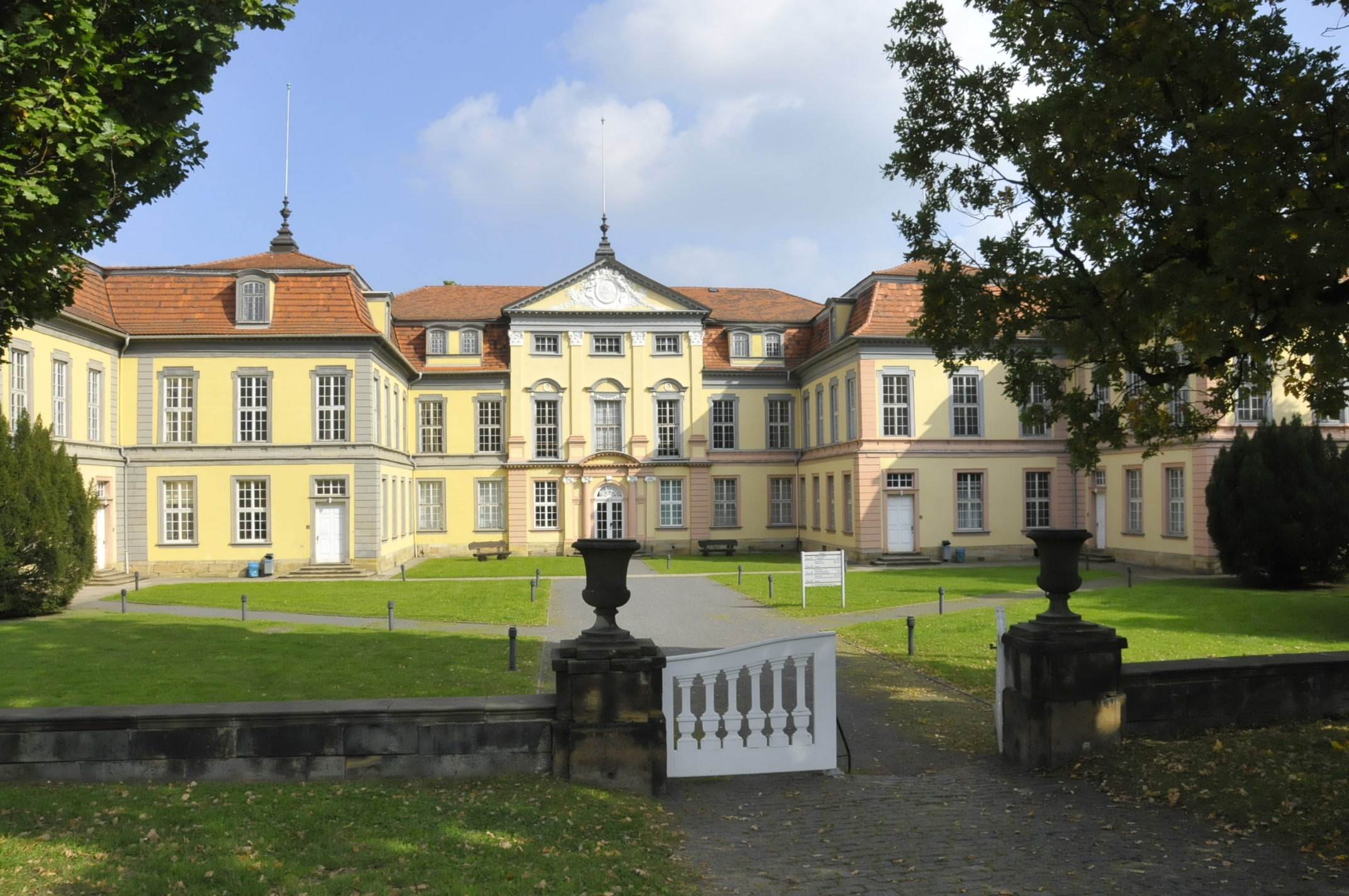
Schloss Friedrichsthal in Gotha

Friedrich II. wurde als Sohn des Herzogs Friedrich I. von Sachsen-Gotha-Altenburg und dessen Ehefrau Magdalena Sibylle, einer geborenen Prinzessin von Sachsen-Weißenfels geboren.
Bei dem Tode seines Vaters war Friedrich II. noch minderjährig, es wurde deshalb zunächst eine Vormundschaft und Regentschaft unter den Herzögen Bernhard I. von Sachsen-Meiningen und Heinrich von Sachsen-Römhild gebildet. 1693, nachdem er von einer Reise nach Holland und England zurückgekehrt war, wurde er vom Kaiser für volljährig erklärt und trat selbständig die Regierung an. Friedrich II. war ein prunkliebender Barockherrscher, seine Hofhaltung und das stehende Heer, das er von seinem Vater übernommen hatte und sogar noch ausweitete, verschlangen große Summen. Friedrich II. vermietete deshalb seine Soldaten an ausländische Fürsten, was ihn 1702 in große Schwierigkeiten brachte, als er seine Truppen an Ludwig XIV. von Frankreich vermietete und dieser sie im Spanischen Erbfolgekrieg gegen den Kaiser einsetzte.
Innenpolitisch führte Friedrich II. die Politik seiner Vorgänger im Wesentlichen fort. Das von seinem Großvater, Ernst dem Frommen, 1669 gegründete Waisenhaus in Altenburg ließ er 1717 erweitern und ausbauen. Bereits 1705 hatte er die Einrichtung des Altenburger Magdalenenstifts, eines adligen Fräuleinstifts, möglich gemacht.
Ein bleibendes Denkmal setzte sich Friedrich II. in seiner Residenzstadt Gotha mit dem Bau des nach ihm benannten Schlosses Friedrichsthal. In den Jahren 1708 bis 1711 ließ er sich östlich unterhalb der Festungsanlagen des Schlosses Friedenstein vom Herzoglich Gothaischen Oberbaudirektor Wolf Christoph Zorn von Plobsheim (1655–1721) das Sommerpalais nach dem Vorbild des Versailler Schlosses erbauen. Hinter der barocken Dreiflügelanlage ließ er einen ausgedehnten barocken Lustgarten mit Statuen und einer Grotte mit Wasserspielen anlegen, der heute jedoch nicht mehr erhalten ist. Die vom gothaischen Baumeister Johann Erhard Straßburger errichtete Friedrichskapelle (heute Friedrichskirche) hat ihren Namen ebenfalls Friedrich II. zu verdanken. Dieser hatte zum Dank für eine überstandene Krankheit 1715 den Bau des Gotteshauses anstelle der verfallenen St.-Nikolauskapelle an der Erfurter Landstraße veranlasst.
In Gotha ließ Friedrich II. ebenfalls das bereits von Ernst dem Frommen geplante Waisenhaus erbauen und 1710–1712 mit einer Kirche versehen. In Kahla ließ er 1726 ein Zucht- und Irrenhaus erbauen. Für 100.000 Taler aus seinem Privatbesitz kaufte er die berühmte numismatische Sammlung des Fürsten Anton Günther von Schwarzburg-Arnstadt, diese bildete den Grundstock des sich heute noch im Schloss Friedenstein befindlichen Münzkabinetts. Seit 1697 hatte Friedrich II. übrigens auch das Direktorium über die evangelische Kirche in Kursachsen inne, das ihm Kurfürst Friedrich August I. von Sachsen (August der Starke) übergeben hatte, als dieser wegen seiner Besteigung des polnischen Königsthrones zum katholischen Glauben übertreten musste.
Durch Anfall von Teilen von Sachsen-Coburg (ausgestorben 1699), Sachsen-Eisenberg (ausgestorben 1707) und Sachsen-Römhild (ausgestorben 1710), gelang es Friedrich II. – allerdings erst nach langen Erbstreitigkeiten unter den Ernestinern, die erst 1735 mit einem Schiedsspruch des Kaisers endgültig zu Ende gingen – jeweils Gebietszuwächse für sein Land zu erreichen.
Friedrich II. war seit 1729 bis zu seinem Tod der Senior der Ernestiner. Er fand seine letzte Ruhestätte in der von seinem Vater 1679/80 angelegten Fürstengruft der Schlosskirche auf dem Gothaer Friedenstein.

## Familie
Friedrich II. war seit 1696 mit Magdalena Augusta (1679–1740) verheiratet, einer Tochter des Fürsten Karl Wilhelm von Anhalt-Zerbst. Mit dieser hatte er 20 Kinder, von denen sieben Söhne und zwei Töchter das Erwachsenenalter erreichten:
- Sophie (1697–1703)
- Magdalena (1698–1712)
- Friedrich III. (1699–1772), Herzog von Sachsen-Gotha-Altenburg ⚭ 1729 Prinzessin Luise Dorothea von Sachsen-Meiningen (1710–1767)
- Totgeborener Sohn (22. April 1700)
- Wilhelm (1701–1771) ⚭ 1742 Prinzessin Anna von Schleswig-Holstein-Gottorp (1709–1758)
- Karl Friedrich (1702–1703)
- Totgeborene Tochter (8. Mai 1703)
- Johann August (1704–1767) ⚭ 1752 Gräfin Louise Reuß zu Schleiz (1726–1773) (Witwe von Christian Wilhelm)
- Christian (*/† 1705)
- Christian Wilhelm (1706–1748) ⚭ 1743 Gräfin Louise Reuß zu Schleiz (1726–1773)
- Ludwig Ernst (* 29. Dezember 1707; † 13. August 1763), münsterischer Generalleutnant
- Emanuel (1709–1710)
- Moritz (* 11. Mai 1711; † 3. September 1777), Regent in Sachsen-Eisenach, hessen-kasselischer Generalleutnant
- Sophie (*/† 1712)
- Karl (1714–1715)
- Friederike (1715–1775) ⚭ 1734 Herzog Johann Adolf II. von Sachsen-Weißenfels (1685–1746)
- Totgeborener Sohn (30. November 1716)
- Magdalene Sibylle (*/† 1718)
- Augusta (1719–1772) ⚭ 1736 Prinz Friedrich Ludwig von Hannover, Prince of Wales (1707–1751)
- Johann Adolf (1721–1799), kursächsischer Generalleutnant